# Џексон (Охајо)
Џексон (енгл. Jackson) град је у америчкој савезној држави Охајо.

## Демографија
По попису из 2010. године број становника је 6.397, што је 213 (3,4%) становника више него 2000. године.
| Група             | 2000.         | 2010.         |
| Белци             | 6.042 (97,7%) | 6.106 (95,5%) |
| Афроамериканци    | 27 (0,4%)     | 44 (0,7%)     |
| Азијати           | 16 (0,3%)     | 27 (0,4%)     |
| Хиспаноамериканци | 53 (0,9%)     | 97 (1,5%)     |
| Укупно            | 6.184         | 6.397         |